# 骊城街道
骊城街道，是中华人民共和国河北省秦皇岛市抚宁区下辖的一个乡镇级行政单位。

## 行政区划
骊城街道下辖以下地区：
鼓楼社区、天马社区、富强社区、金山社区、迎宾社区、紫荆社区、东街社区、南街社区和邱营社区。